# Campylorhynchus
Campylorhynchus és un gènere d'ocells de la família dels troglodítids (Troglodytidae) que habita la zona Neotropical, arribant en alguns casos al sud-oest dels Estats Units.

## Taxonomia
Segons la Classificació del Congrés Ornitològic Internacional (versió 3.1, 2012) aquest gènere està format per 15 espècies:
- Campylorhynchus albobrunneus - cargolet capblanc.
- Campylorhynchus zonatus - cargolet dorsibarrat.
- Campylorhynchus megalopterus - cargolet zebrat.
- Campylorhynchus nuchalis - cargolet dorsi-ratllat.
- Campylorhynchus fasciatus - cargolet ondulat.
- Campylorhynchus chiapensis - cargolet gegant.
- Campylorhynchus griseus - cargolet bicolor.
- Campylorhynchus rufinucha - cargolet de clatell rogenc.
- Campylorhynchus humilis - cargolet de Sclater.
- Campylorhynchus capistratus - cargolet dorsi-rogenc.
- Campylorhynchus gularis - cargolet pigallat.
- Campylorhynchus jocosus - cargolet de Boucard.
- Campylorhynchus yucatanicus - cargolet de Yucatán.
- Campylorhynchus brunneicapillus - cargolet dels cactus.
- Campylorhynchus turdinus - cargolet turdí.